# Варгас, Франсиско
Франсиско Варгас (исп. Francisco Vargas; 25 декабря 1984; Мехико, Мексика) — мексиканский боксёр-профессионал. Чемпион мира во 2-м полулёгком весе (WBC, 2015—2017). Двукратный обладатель награды «Бой года» по версии журнала «Ринг» (2015, 2016).

## Любительская карьера

### Панамериканские игры 2003
Выступал в весе до 60 кг. В первом бою победил американца Карла Даргана со счётом 19-18. В полуфинале проиграл пуэрториканцу Алексу де Хесусу со счётом 6-26. Варгас стал бронзовым призёром турнира.

### Игры Центральной Америки и Карибского бассейна 2006
Выступал в весе до 60 кг. В четвертьфинале проиграл кубинцу Йорденису Угасу со счётом 7-14.

### Панамериканские игры 2007
Выступал в весе до 57 кг. В 1-м раунде соревнований победил чилийца Кристиана Морено Алонсо со счётом 11-10. В четвертьфинале проиграл бразильцу Дави Соузе со счётом 13-16.

### Чемпионат мира 2007
Выступал в весе до 60 кг. В первом раунде соревнований проиграл поляку Кшиштофу Шоту со счётом 20-28.

### Олимпийские игры 2008
Представлял сборную Мексики. Выступал в лёгком весе (до 60 кг). В 1-м раунде соревнований победил Жана де Дью Солоньяину (Мадагаскар) со счётом 9-2. Во 2-м раунде проиграл Джорджану Попеску (Румыния) со счётом 4-14.

### Чемпионат мира 2009
Выступал в весе до 60 кг. В 1/16 финала проиграл южнокорейцу Хан Сун Чхолю со счётом 5-12.

## Профессиональная карьера
Дебютировал на профессиональном ринге 12 марта 2010 года, одержав победу по очкам.
13 декабря 2013 года победил по очкам американца Джерри Бельмонтеса.
8 марта 2014 года победил по очкам пуэрториканца Абнера Котто.
12 июля 2014 года одержал досрочную победу над экс-чемпионом мира в двух весовых категориях пуэрториканцем Хуаном Мануэлем Лопесом. После 3-го раунда угол Лопеса отказался от продолжения боя.
12 марта 2015 года нокаутировал в 8-м раунде австралийца Уилла Томлисона.

### Чемпионский бой сТакаси Миурой
21 ноября 2015 года впервые в карьере вышел на бой за титул чемпиона мира. Соперником Варгаса стал чемпион WBC во 2-м полулёгком весе японец Такаси Миура. В первом же раунде Варгас потряс чемпиона, но тот выстоял. В 4-м раунде мексиканец оказался в нокдауне. Инициатива в бою переходила к Миуре. Правый глаз Франсиско стал закрываться из-за рассечений и гематомы. В 9-м раунде претендент потряс чемпиона и отправил в тяжёлый нокдаун. Миура поднялся. Варгас продолжал атаки, стараясь добить соперника. Рефери остановил бой, зафиксировав победу Варгаса техническим нокаутом. 1 января 2016 года телеканал ESPN признал этот поединок «Боем года» (2015). Франсиско, в свою очередь, назвал этот бой самым сложным в своей карьере. 11 января 2016 года это противостояние было объявлено «Боем года» (2015) по версии журнала «Ринг». Аналогичную награду вручила и BWAA.

### Бой сОрландо Салидо
На 4 июня 2016 года был запланирован бой против экс-чемпиона мира в двух весовых категориях мексиканца Орландо Салидо. В конце апреля 2016 года стало известно, что Варгас сдал положительный допинг-тест на кленбутерол. Это было добровольное тестирование, проводимое перед боем с Салидо. Сам Варгас заявил, что тест дал такой результат из-за употребления мяса в Мексике, где кленбутерол используется в качестве корма для скота. В середине мая 2016 года вице-президент промоутерской компании Golden Boy Promotions, представляющей интересы Варгаса, Эрик Гомес сообщил, что два повторных допинг-теста дали отрицательный результат. Поединок в итоге состоялся. Бой, получившийся напряжённым и зрелищным, продлился все 12 раундов. Один судья выставил счёт 115—113 в пользу Варгаса. Двое других судей посчитали, что была ничья — 114—114. Таким образом, была объявлена ничья и чемпион сохранил свой титул. Поединок был признан «Боем года» по версии журнала «Ринг». Такого же признания бой добился и по версиям ESPN и BWAA.

### Бой сМигелем Берчельтом
28 января 2017 года встретился с временным чемпионом мира по версии WBO во 2-м полулёгком весе мексиканцем Мигелем Берчельтом. С первого же раунда бойцы вступили в размен ударами. Во 2-м раунде Берчельт потряс Варгаса несколькими тяжёлыми ударами, но чемпион выстоял и вернулся в бой. В 4-м раунде над левым глазом Варгаса образовалось сильное рассечение. Поединок проходил во взаимных атаках. Удачные моменты были у обоих спортсменов, но претендент попадал чаще и его удары выглядели тяжелее. К тому же, Франсиско мешала кровь, которая текла из рассечения и закрывала обзор. Чемпион пропускал всё больше жёстких ударов. В 11-м раунде, после очередной успешной атаки Берчельта, рефери остановил поединок. Варгас потерпел первое поражение в карьере, а Берчельт стал новым чемпионом мира.

### Бой соСтивеном Смитом
9 декабря 2017 года встретился с бывшим претендентом на титул чемпиона мира во 2-м полулёгком весе британцем Стивеном Смитом. Бой проходил, в основном, на ближней дистанции. Спортсмены неоднократно ввязывались в откровенный обмен ударами. Варгас на протяжении всего поединка бил точнее и жёстче. В 9-м раунде Смит получил травму уха в результате непреднамеренного столкновения головами. Бой был остановлен, стали подсчитываться карточки судей. Мексиканец выиграл единогласным решением: 89-82 и 88-83 (дважды).

### Второй бой сМигелем Берчельтом
11 мая 2019 года во второй раз встретился с Мигелем Берчельтом. На кону стоял принадлежащий Берчельту пояс WBC во 2-м полулёгком весе. В отличие от первого поединка между этими спортсменами, на этот раз конкурентного боя не получилось: Варгас пропускал значительно больше ударов и проигрывал раунд за раундом. После 6-го раунда угол Варгаса снял его с боя.

## Статистика боёв
В таблице перечислены результаты всех поединков боксёров.
В каждой строке указан результат поединка. Дополнительно номер поединка обозначен цветом, который обозначает итог поединка. Расшифровка обозначений и цветов представлена в нижеследующей таблице.
| Пример | Расшифровка                     |
| ------ | ------------------------------- |
|        | Победа                          |
|        | Ничья                           |
|        | Поражение                       |
|        | Планируемый поединок            |
|        | Поединок признан несостоявшимся |
| КО     | Нокаут                          |
| ТКО    | Технический нокаут              |
| PTS    | Решение судей (по очкам)        |
| UD     | Единогласное решение судей      |
| MD     | Решение большинства судей       |
| SD     | Раздельное решение судей        |
| RTD    | Отказ от продолжения боя        |
| DQ     | Дисквалификация                 |
| NC     | Поединок признан несостоявшимся |

| Бой | Дата             | Соперник                                | Место проведения                                                   | Результат  | Примечание |
| --- | ---------------- | --------------------------------------- | ------------------------------------------------------------------ | ---------- | --- |
| 34  | 18 ноября 2022   | Гильермо Авила Годинес (19-12)          | Centro Civico de Ecatepec, Экатепек, Мексика                       | SD10 (10)  | Счёт: 94-95, 96-93, 93-96. |
| 33  | 16 апреля 2022   | Хосе Валенсуэла (11-0)                  | Эй-ти-энд-ти Стэдиум, Арлингтон, Техас, США                        | KO1 (10)   | Бой за вакантный титул WBC Continental Americas в лёгком весе.                                                                                       |
| 32  | 19 июня 2021     | Айзек Крус Гонсалес (21-1-1)            | Тойота-центр, Хьюстон, Техас, США                                  | UD10 (10)  | Счёт: 92-97, 90-99, 89-100. |
| 31  | 21 ноября 2020   | Отто Гамес (19-3)                       | Hacienda Nueva Vida, Экатепек-де-Морелос, штат Мехико, Мексика     | TKO3 (10)  | |
| 30  | 19 октября 2019  | Эсекьель Авилес (16-4-3)                | Gimnasio Rodrigo M. Quevedo, Чиуауа, штат Чиуауа, Мексика          | TD9 (10)   | Счёт: 96-97 и 98-94 (дважды). |
| 29  | 11 мая 2019      | Мигель Берчельт (35-1)                  | Convention Center, Тусон, Аризона, США                             | RTD6 (12)  | Бой за титул чемпиона мира по версии WBC (5-я защита Берчельта) во 2-м полулёгком весе.                                                              |
| 28  | 12 апреля 2018   | Род Салка (24-4-0)                      | Fantasy Springs Casino, Индио, Калифорния, США                     | RTD6 (10)  | Салка в нокдауне в 5-м раунде. |
| 27  | 9 декабря 2017   | Стивен Смит (25-3-0)                    | Mandalay Bay Hotel & Casino, Events Center, Лас-Вегас, Невада, США | TD9 (10)   | Счёт: 89-82 и 88-83 (дважды). |
| 26  | 28 января 2017   | Мигель Берчельт (30-1)                  | Fantasy Springs Casino, Индио, Калифорния, США                     | TKO11 (12) | Защита титула чемпиона мира по версии WBC (2-я защита Варгаса) во 2-м полулёгком весе.                                                               |
| 25  | 4 июня 2016      | Орландо Салидо (43-13-3)                | Стабхаб Сентер, Карсон, Калифорния, США                            | MD12 (12)  | Защитил титул чемпиона мира по версии WBC (1-я защита Варгаса) во 2-м полулёгком весе. Счёт115-113 и 114-114 (дважды).                               |
| 24  | 21 ноября 2015   | Такаси Миура (29-2-2)                   | Mandalay Bay Hotel & Casino, Events Center, Лас-Вегас, Невада, США | TKO9 (12)  | Завоевал титул чемпиона мира по версии WBC (5-я защита Миуры) во 2-м полулёгком весе. Варгас в нокдауне в 4-м раунде. Миура в нокдауне в 9-м раунде. |
| 23  | 12 марта 2015    | Уилл Томлисон (23-1-1)                  | Freeman Coliseum, Сан-Антонио, Техас, США                          | TKO8 (10)  | Титулы NABF (3-я защита Варгаса) и WBO International (1-я защита Варгаса) во 2-м полулёгком весе.                                                    |
| 22  | 13 декабря 2014  | Хенаро Камарго (44-17-0)                | Salón Las Palmas, Пескуерия, Нуэво-Леон, Мексика                   | KO8 (8)    | |
| 21  | 12 июля 2014     | Хуан Мануэль Лопес (34-3-0)             | MGM Grand Garden Arena, Лас-Вегас, Невада, США                     | RTD3 (10)  | Титулы NABF (2-я защита Варгаса) и WBO International (1-я защита Лопеса) во 2-м полулёгком весе. Лопес в нокдауне в 3-м раунде.                      |
| 20  | 8 марта 2014     | Абнер Котто (17-1-0)                    | MGM Grand Garden Arena, Лас-Вегас, Невада, США                     | UD10 (10)  | Счёт: 96-94 и 97-93 (дважды). |
| 19  | 13 декабря 2013  | Джерри Бельмонтес (18-2-0)              | Fantasy Springs Casino, Индио, Калифорния, США                     | UD10 (10)  | Титулы NABF и WBO Inter-Continental во 2-м полулёгком весе (1-я защита Варгаса). С Бельмонтеса снято 1 очко за удар ниже пояса. Счёт: 100-89 (все).  |
| 18  | 9 августа 2013   | Брендон Беннетт (16-0-0)                | Fantasy Springs Casino, Индио, Калифорния, США                     | UD10 (10)  | Вакантные титулы NABF и WBO Inter-Continental во 2-м полулёгком весе. Счёт: 98-92, 99-91, 99-90.                                                     |
| 17  | 17 мая 2013      | Кристиан Аррасола (8-7-1)               | Grand Oasis Resort, Канкун, Кинтана-Роо, Мексика                   | TKO3 (8)   | |
| 16  | 26 января 2013   | Ира Терри (26-10-0)                     | Hard Rock Hotel and Casino, The Joint, Лас-Вегас, Невада, США      | KO2 (10)   | |
| 15  | 17 ноября 2012   | Карлос Хоан Хакобо (16-4-1)             | Teatro del Pueblo, Куаутлансинго, Пуэбла, Мексика                  | TKO3 (10)  | |
| 14  | 15 сентября 2012 | Виктор Санчес (3-3-1)                   | MGM Grand Garden Arena, Лас-Вегас, Невада, США                     | UD4 (4)    | Счёт: 39-37 и 40-36 (дважды). |
| 13  | 7 июля 2012      | Ирвинг Торрес (9-2-0)                   | The Hangar, Коста-Меса, Калифорния, США                            | TKO1 (8)   | |
| 12  | 26 мая 2012      | Габриэль Франсиско Пина (9-7-5)         | Oasis Hotel Complex, Канкун, Кинтана-Роо, Мексика                  | KO3 (8)    | |
| 11  | 21 апреля 2012   | Рафаэль Лора (11-7-0)                   | Don Haskins Convention Center, Эль-Пасо, Техас, США                | TKO3 (6)   | |
| 10  | 31 марта 2012    | Карлос Фернандо Перес Мартинес (12-2-0) | Oasis Hotel Complex, Канкун, Кинтана-Роо, Мексика                  | TKO3 (4)   | Мартинес в нокдауне в 3-м раунде. |
| 9   | 17 декабря 2011  | Альберто Купидо (6-3-2)                 | Campo de Beisbol Froilan Lopez, Косумель, Кинтана-Роо, Мексика     | KO1 (6)    | |
| 8   | 5 ноября 2011    | Андрес Урибе (1-2-0)                    | Centro de Cancun, Канкун, Кинтана-Роо, Мексика                     | TKO (6)    | |
| 7   | 15 октября 2011  | Рамиро Мендоса (7-2-0)                  | Gimnasio Revolución, Калпулалпан, Тласкала, Мексика                | TKO1 (6)   | |
| 6   | 13 августа 2011  | Гонсало Родригес (4-4-1)                | Deportivo Tlalli, Тлальнепантла-де-Бас, Мехико, Мексика            | KO1 (6)    | |
| 5   | 11 июня 2011     | Луис Эдуардо Мартинес (8-2-0)           | Deportivo Trabajadores del Metro, Мехико, Мексика                  | KO2 (6)    | |
| 4   | 25 сентября 2010 | Байрон Гонсалес (3-0-1)                 | El Foro, Тихуана, Нижняя Калифорния, Мексика                       | MD4 (4)    | Счёт: 39-37 и 38-38 (дважды). |
| 3   | 3 июля 2010      | Хуан Сандоваль (1-3-0)                  | Grand Sierra Resort and Casino, Grand Theatre, Рино, Невада, США   | UD4 (4)    | Счёт: 40-35 и 40-36 (дважды). |
| 2   | 24 апреля 2010   | Марио Крус (6-2-0)                      | Centro de Usos Multiples, Сьюдад-Обрегон, Сонора, Мексика          | TKO4 (4)   | |
| 1   | 12 марта 2010    | Даниэль Кальсада (2-0-0)                | Gaylord Hotel, Грейпвайн, Техас, США                               | UD4 (4)    | Счёт: 40-36 (все). |
| Бой | Дата             | Соперник                                | Место проведения                                                   | Результат  | Примечание |

## Титулы

### Любительские
- 2003  Бронзовый призёр Панамериканских игр в лёгком весе (до 60 кг).

### Профессиональные

#### Региональные
- Титул NABF во 2-м полулёгком весе (2013—2015).
- Титул WBO Inter-Continental во 2-м полулёгком весе (2013).
- Титул WBO International во 2-м полулёгком весе (2014—2015).

#### Мировые
- Чемпион мира во 2-м полулёгком весе по версии WBC (2015—2017).